# Хмелів (Рахівський район)
Хмелі́в — село в Україні, в Закарпатській області, Рахівській міській громаді Рахівського району.

## Населення
Згідно з переписом УРСР 1989 року чисельність наявного населення села становила 552 особи, з яких 263 чоловіки та 289 жінок.
За переписом населення України 2001 року в селі мешкало 426 осіб.

### Мова
Розподіл населення за рідною мовою за даними перепису 2001 року:
| Мова       | Відсоток |
| ---------- | -------- |
| українська | 97,90 %  |
| російська  | 1,63 %   |
| румунська  | 0,23 %   |
| інші       | 0,24 %   |

## Релігійні споруди

### Церква св. Георгія Переможця (1994 рік)
Колись давно церкви у Хмелеві не було, село мало лише маленьку дерев’яну каплицю.
З 1990 до 1994 р. споруджено дерев’яну церкву 18 м завдовжки, 11 м завширшки та 18 м заввишки при висоті стін 5 м. Місце, виділене місцевим колгоспом для будівництва, має назву Берег.
За основу взяли план православної церкви у Великому Бичкові. До бригади майстрів увійшли М. В. Молдавчук, І. М. Полінчук, М. І. Григірчак та Ю. Ю. Пронюк, а очолив будівництво Михайло Дуб’юк. П’ятирядний іконостас вирізьбив І. Ясінський, а ікони намалював Ю. Корж. Першим священиком у цій церкві став М. М. Плантич.
Церква має ладний зруб, але його поштукатурено. Дахи вкрито бляхою. На місці перетину базилічного об’єму і бічних притворів влаштовано восьмигранний барабан, увінчаний великою цибулястою банею.
У вежі є два дзвони, які потрапили до Хмелева з Ділового. Коли там закрили церкву, дзвони люди переховували в себе. Один дзвін відлитий за пароха Семена Андруховича, тобто на початку ХХ ст., другий походить з 1921 року.